# Venezuela en los Juegos Paralímpicos de Río de Janeiro 2016
Venezuela estuvo representada en los Juegos Paralímpicos de Río de Janeiro 2016 por un total de 24 deportistas, 16 hombres y 8 mujeres.

## Medallistas
El equipo paralímpico venezolano obtuvo las siguientes medallas:
| Nombre            | Deporte   | Evento                        |
| ----------------- | --------- | ----------------------------- |
| Oro               |           |                               |
| —                 |           |                               |
| Plata             |           |                               |
| Sol Rojas         | Atletismo | 400 m T11 femenino            |
| Luis Arturo Paiva | Atletismo | 400 m T20 masculino           |
| Omar Monterola    | Atletismo | 400 m T37 masculino           |
| Bronce            |           |                               |
| Yescarly Medina   | Atletismo | 100 m T37 femenino            |
| Rafael Uribe      | Atletismo | Salto de altura T44 masculino |
| Naomi Soazo       | Yudo      | –70 kg femenino               |